# Melchior (imię)
Melchior – imię męskie pochodzenia semickiego. Nazwę melchior nosi również stop miedzi z niklem, cynkiem i żelazem.
Imię „Melchior” pochodzi od słowa oznaczającego „Bóg jest moją światłością”, „król światła”. Melchior wywodzi się od hebrajskiego słowa melech i oznacza króla. Imię jest przypisywane jednemu z trzech mędrców (królów, magów) z Nowego Testamentu.
Melchior imieniny obchodzi 6 stycznia, 28 lipca i 7 września.
Znane osoby noszące imię Melchior:
- Melchior Ansi – pochodzący z Niemodlina na Śląsku niemiecki malarz epoki baroku
- św. Jan Bosko, właśc. Jan Melchior Bosko
- Melchior Broederlam – malarz flandryjski, przedstawiciel gotyku międzynarodowego
- św. Melchior Grodziecki
- Melchior von Hatzfeldt
- Melchior Karczewski (ok. 1708–1790) – pisarz miejski i burmistrz Kielc
- Melchor de Liñán y Cisneros (1629–1708) – hiszpański duchowny katolicki, polityk, ósmy arcybiskup limski oraz prymas Peru, wicekról Peru
- Melchior de Marion Brésillac
- Melchor Mauri – hiszpański kolarz szosowy
- Melchior Nering
- Melchor Rodríguez García – polityk hiszpański
- Melchior Szymanowski
- Melchior Wańkowicz
- Charles Melchior Artus de Bonchamps
- Antoni Melchior Fijałkowski
- papież Pius X, właśc. Giuseppe Melchiorre Sarto, święty Kościoła katolickiego